# District de Vlorë

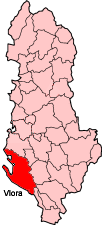

Le district de Vlorë est un des 36 districts albanais. Il a une superficie de 1 609 km2 et compte 200 000 habitants. Sa capitale est Vlora et le district dépend de la préfecture de Vlorë.
Le district est mitoyen des districts albanais de Tepelenë, Fier, Mallakastër, Gjirokastër et Delvinë. Il a aussi une façade sur la mer Adriatique.